# Locoal-Mendon
Locoal-Mendon (tiếng Breton: Lokoal-Mendon) là một xã ở tỉnh Morbihan trong vùng Bretagne tây bắc Pháp. Xã này có diện tích 37,5 km², dân số năm 1999 là 2182 người. Khu vực này có độ cao từ 0-82 mét trên mực nước biển.

## Tiếng Bretagne
Năm 2007, có 17,6% trẻ em học trường song ngữ ở cấp tiểu học.